# Piotr Świątek
Piotr Jan Świątek (ur. 10 czerwca 1971 w Wadowicach) – polski biolog, specjalizujący się w entomologii i embriologii zwierząt, profesor nauk biologicznych, profesor nadzwyczajny Uniwersytetu Śląskiego w Katowicach.

## Życiorys
W 1995 ukończył studia z zakresu biologii na Uniwersytecie Jagiellońskim. Doktoryzował się w 2000 na uczelni macierzystej w oparciu o pracę pt. Postembrionalny rozwój gonady żeńskiej chrząszcza Anthonomus pomorum (L.) (Polyphaga, Curculionidae), której promotorem był prof. Jerzy Klag. Stopień doktora habilitowanego uzyskał w 2009 na Uniwersytecie Śląskim w Katowicach na podstawie rozprawy zatytułowanej Różnorodność organizacji jajników i przebieg oogenezy u pijawek. Tytuł naukowy profesora nauk biologicznych otrzymał 5 czerwca 2014.
Zawodowo związany z Uniwersytetem Śląskim w Katowicach, na którym doszedł do stanowiska profesora nadzwyczajnego. W 2011 został kierownikiem Katedry Histologii i Embriologii Zwierząt. W kadencji 2016–2020 został wybrany na prodziekana Wydziału Biologii i Ochrony Środowiska UŚ.
Specjalizuje się w biologii komórki jajowej, entomologii, oogenezie bezkręgowców i embriologii zwierząt. Opublikował ponad 60 prac, był promotorem w trzech przewodach doktorskich. Został członkiem zarządu oddziału śląskiego Polskiego Towarzystwa Histochemików i Cytochemików, członkiem International Society for Invertebrate Morphology, a także członkiem Komisji Embriologii i Morfologii PAU oraz Komisji Biologii Rozwoju PAU. 